# Грімоальд III (князь Беневентський)
Грімоальд III (бл.760—806) — князь Беневентський (788—806), син князя Арехіза II і Адельперги.
У 787 році він та його брат Ромоальд були послані батьком як заручники до короля франків Карла Великого, який захопив Італію аж до Салерно.
Після смерті батька і брата Грімоальду було дозволено повернутись до Беневенто. Він визнав сюзеренітет короля франків, однак користувався фактичною незалежністю від його влади, оскільки був захисником Італії від візантійців. У 788 році давав відсіч війську візантійців на чолі з Адельчізом, сином останнього короля лангобардів Дезидерія. Об'єднане військо франків і лангобардів на чолі з Грімоальдом, Вінігесом і герцогом Сполетським Гільдепрандом перемогло візантійців одразу після їх висадки на берег.
Пізніше Грімоальд намагався звільнитися від залежності короля франків, проте сини Карла Великого Піпін Італійський та Карл Юний у 792 році змусили його підтвердити васальну присягу.